# Lovely Daze
Lovely Daze is een nummer van het Amerikaanse hiphopduo DJ Jazzy Jeff & The Fresh Prince uit 1998. Het verscheen als nieuw nummer op hun verzamelalbum Greatest Hits.
"Lovely Daze", gebaseerd op een sample uit Lovely Day van Bill Withers, was de laatste single van DJ Jazzy Jeff & The Fresh Prince. Will Smith was inmiddels een succesvolle solocarrière begonnen. Het nummer flopte in Amerika, maar werd wel een klein hitje in het Verenigd Koninkrijk en Nederland. In Nederland kwam het tot de 13e positie in de Tipparade.

## Tracklijst
1. Cd-single
2. "Lovely Daze" (T.L.A.C Remix) - 4:23
3. "Summertime '98" (Soul Power Remix) - 4:15
4. "Lovely Daze" (Candyhill Mix) - 3:59
5. "A Touch of Jazz" (albumversie) - 3:40

1. 12"
2. "Lovely Daze" (T.L.A.C Remix) - 4:23
3. "Summertime '98" (Soul Power Remix) - 4:15
4. "Lovely Daze" (Candyhill Mix) - 3:59
5. "A Touch of Jazz" (albumversie) - 3:40